# Bad Brains
Bad Brains — американський хардкор-панковий гурт з Вашингтона, заснований у 1977 році. Гурт часто відносять до піонерів хардкору. Мають також пісні в таких стилях, як регі, фанк, важкий метал, хіп-хоп та соул. Bad Brains є одними з відомих прихильників растафаріанства.
Спочатку це був джаз-ф'южн-ансамбль під назвою «Mind Power», який пізніше почав грати швидкий та напружений панк-рок. Особливістю їхньої музики було те, що в ній були складніші, ніж в інших хардкор-панкових гуртів, ритми та нетипові для панку гітарні рифи та соло.
Протягом своєї історії гурт кілька разів розпадався, але згодом відновлювався.

## Склад

### 1977—1990
- H.R. — вокал
- Dr. Know — гітара
- Darryl Jenifer — бас
- Earl Hudson — ударні

### 1990—1991
- Chuck Mosely — вокал
- Dr. Know — гітара
- Darryl Jenifer — бас
- Earl Hudson — ударні

### 1991—1994
- Israel Joseph I — вокал
- Dr. Know — гітара
- Darryl Jenifer — бас
- Mackie Jayson — ударні

### 1994-наші дні
- H.R. — вокал
- Dr. Know — гітара
- Darryl Jenifer — бас
- Earl Hudson — ударні

## Дискографія

### Студійні альбоми
- 1982 — Bad Brains (ROIR Records)
- 1983 — Rock for Light (Caroline Records)
- 1986 — I Against I (SST Records)
- 1989 — Quickness (Caroline Records)
- 1993 — Rise (Epic Records, #14 у Heatseekers[4])
- 1995 — God of Love (Maverick Records, #20 у Heatseekers[4])
- 2002 — I & I Survived (DC Records)
- 2007 — Build a Nation (Megaforce Records, #100 у Billboard 200[4]
#10 (Top Independent Albums)[4])
- 2012 — Into the Future (Megaforce Records)

### Концертні альбоми
- Live at CBGB's 1982 (записаний 1982, випущений 2006, MVD Records)
- The Youth Are Getting Restless (записаний 1987, випущений 1990, SST Records)
- Live (записаний 1984, випущений 1988, SST Records)
- A Bad Brains Reunion Live from Maritime Hall (записаний 1999, випущений 2001, 2B1 Records)